# 和光 (商業施設)

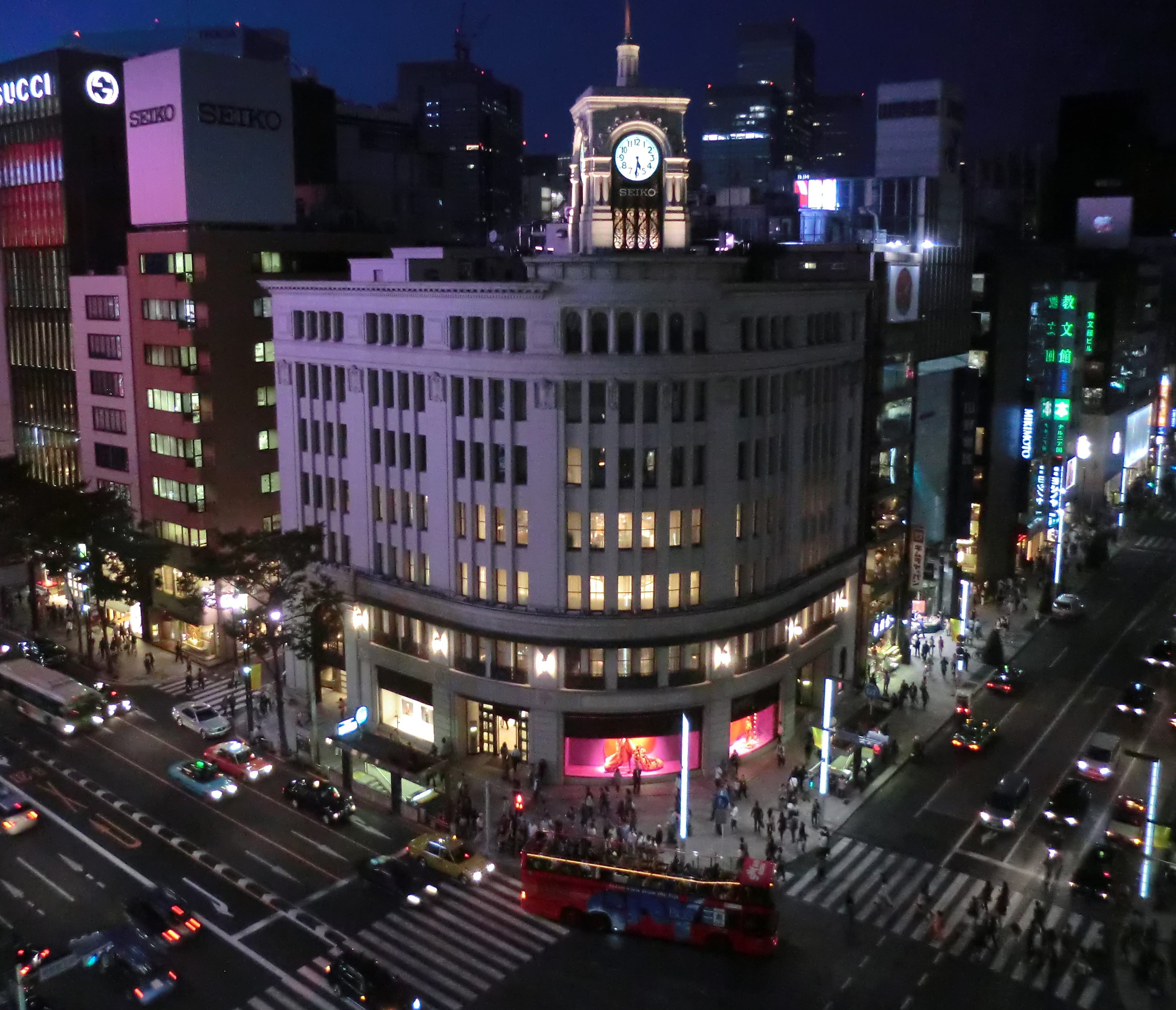
夕暮れの和光

和光（わこう、英称：Wako）は、東京都中央区銀座に本社を置くセイコーグループ傘下の株式会社和光が展開する日本の商業施設である。2022年6月10日には、1-4階の店舗と比べて利用が限定的だった5階以上のフロアを改修してセイコーブランドの発信拠点とし、建物の名称も「SEIKO HOUSE GINZA」(セイコーハウス銀座）と改称し新装開業した。

## 概要
渡辺仁が設計した「銀座和光」とも呼ばれる本店・本館の和光ビルは、東京銀座の中心である銀座四丁目交差点に面しており、特徴的な時計塔の存在もあって銀座のランドマーク的存在である。時計塔には鐘楼があり、店舗営業時間中の毎時0分にウェストミンスターの鐘を演奏し時刻数の鐘を鳴らす。
腕時計、宝飾品、陶磁器、バッグなどの高級装飾品や、インテリア雑貨、食品などを扱い、「Wako」の名を関したプライベートブランドの腕時計（セイコー製）も販売しており、日本国内外の著名人が多く訪れる高級専門店として有名である。
地下1階では、食器、インテリア装飾品、置き時計、小型家具、カーペットなどの家庭用品を取り扱い、1階では、セイコーブランドの腕時計に加え、ジャガー・ルクルト、グラスヒュッテ・オリジナル、IWC、パネライ、フランク・ミュラー、ボーム&メルシエ、ピアジェなどの輸入高級腕時計ブランドを取り扱っている。2階には、セイコーの最高級ブランドを扱うグランドセイコーフラッグシップブティックとクレドールジュエリーサロンがあり、通常ラインアップに加えて和光限定モデルも取り扱っている。ここでは、高額な予算や貴金属の使用など一定の条件を満たせば、世界に一つだけのグランドセイコーのカスタムオーダーが可能である。
3階は婦人服、ハンドバッグ、アクセサリー、4階は紳士服、眼鏡、アクセサリーなどを取り扱っており、5階は招待客のみが利用できるゲストラウンジ、6階は展示会やイベントなどに利用されるセイコーハウス銀座ホール（旧・和光ホール）がある。
7階には「アトリエ銀座」と名付けられた時計工房があり、セイコーの最精鋭時計職人による少人数制のチームが、グランドセイコー「Kodo」をはじめとするブランド最高峰の機械式時計を製作している。アトリエ銀座では、毎週特別に招待された1組程度に限定で時計製造工程の見学ツアーも開催している。
2025年時点で和光は銀座において、この本館の他に、ブライダルブティックギンザ、和光サイト銀座、セイコードリームスクエア、グランドセイコーブティック銀座、オリス銀座ブティックを営業している。

## 歴史
1881年12月、服部金太郎が21歳で「服部時計店」（現：セイコーグループ）を采女町（現在の銀座）に創業。服部は中古時計の修理・販売で身を立てた人物だが、服部時計店を通じて輸入時計・宝飾品の販売も手掛け始め、信用を得る。
1894年、服部は朝野(ちょうや)新聞社屋があった銀座四丁目交差点の角地を買い取り、同年に初代の服部時計塔を完成させ、翌1895年から営業を開始した。1921年、この初代時計塔は改築のために解体された。1932年6月10日、この地では2代目となる服部時計店本社ビル・時計塔（現在の和光ビル）が竣工し、その2日後に営業が開始された。初代の解体から2代目が完成するまで11年の歳月を要したのは、1923年に2代目の基礎工事を開始したが同年に関東大震災に見舞われて工事が中断し、1930年になってからようやく工事が再開したからである。この2代目の現在の和光ビルは渡辺仁が設計したネオルネサンス調ビルディングであり、外装には、地震・火災対策として、全て天然石が使われた。1945年の敗戦直後には、進駐軍によりPX（基地内売店）として接収されたため、服部時計店は銀座五丁目の仮営業所での営業再開を余儀なくされた。
1947年、服部時計店の小売部門を継承して「和光」が設立され、仮営業所での営業を開始した。1952年12月8日、接収が解除され、「和光」として営業を再開した。この時からショーウィンドウのディスプレイも始まり、今日に至る。1954年の「時の記念日(6月10日)」からは、今や銀座名物となった「ウェストミンスターの鐘(ウェストミンスター・チャイム)」も鳴らし始めた。
日本におけるテレビコマーシャルの第1号とされる、1953年の精工舎（現：セイコーグループ）の午後7時の時報では、終盤に和光ビルの時計塔の映像が採用されている。
和光ビルは前述の通り、1932年に服部時計店の本社ビルとして竣工したが、セイコーの本社はその後虎ノ門に移り、2016年には銀座1丁目に移っている。
かつては、「並木館」、「時計サロン」、「ギフトショップ」、「メガネショップ」、「チョコレートサロン」、「ベビーギフトショップ」、「インテリアショップ」「セイコー プロスペックスブティック 銀座」などの店舗が存在した（並木館は2008年1月にオープンしたが、不採算部門であるレストラン事業からの撤退を決め、9階の「WAKO CAFE」と10階の「レストラン THE WAKO」が2011年2月に閉店。並木館全体も同年9月に閉館した）。
和光ビル本館は、2008年に300日間閉館し、耐震補強・防災機能付加を中心とした大規模な改装工事を行い、同年11月22日にリニューアルオープンした。
小売業でありながら、かつては日曜日・祝日は休館であった。しかし、2010年10月から、本館と並木館では日曜、祝日も営業するようになり、2011年2月のレストラン THE WAKOの閉店で銀座地区の全店舗が無休となった。2008年にセイコーホールディングス（セイコーHD）から20億5000万円の増資を受ける。セイコーHDによれば、2010年時点において17億円の債務超過の状態にあった。

## 支店・ブティック
羽田空港の第1ターミナルおよび第2ターミナル、大阪西心斎橋のホテル日航大阪1階に支店があり、ブティックも、名古屋観光ホテル店、松坂屋名古屋店、札幌パークホテル店、大丸福岡天神店などに展開する。ホテルオークラ店（東京）ホテルオークラ新潟店にあったブティックは既に閉店している。

## ギャラリー

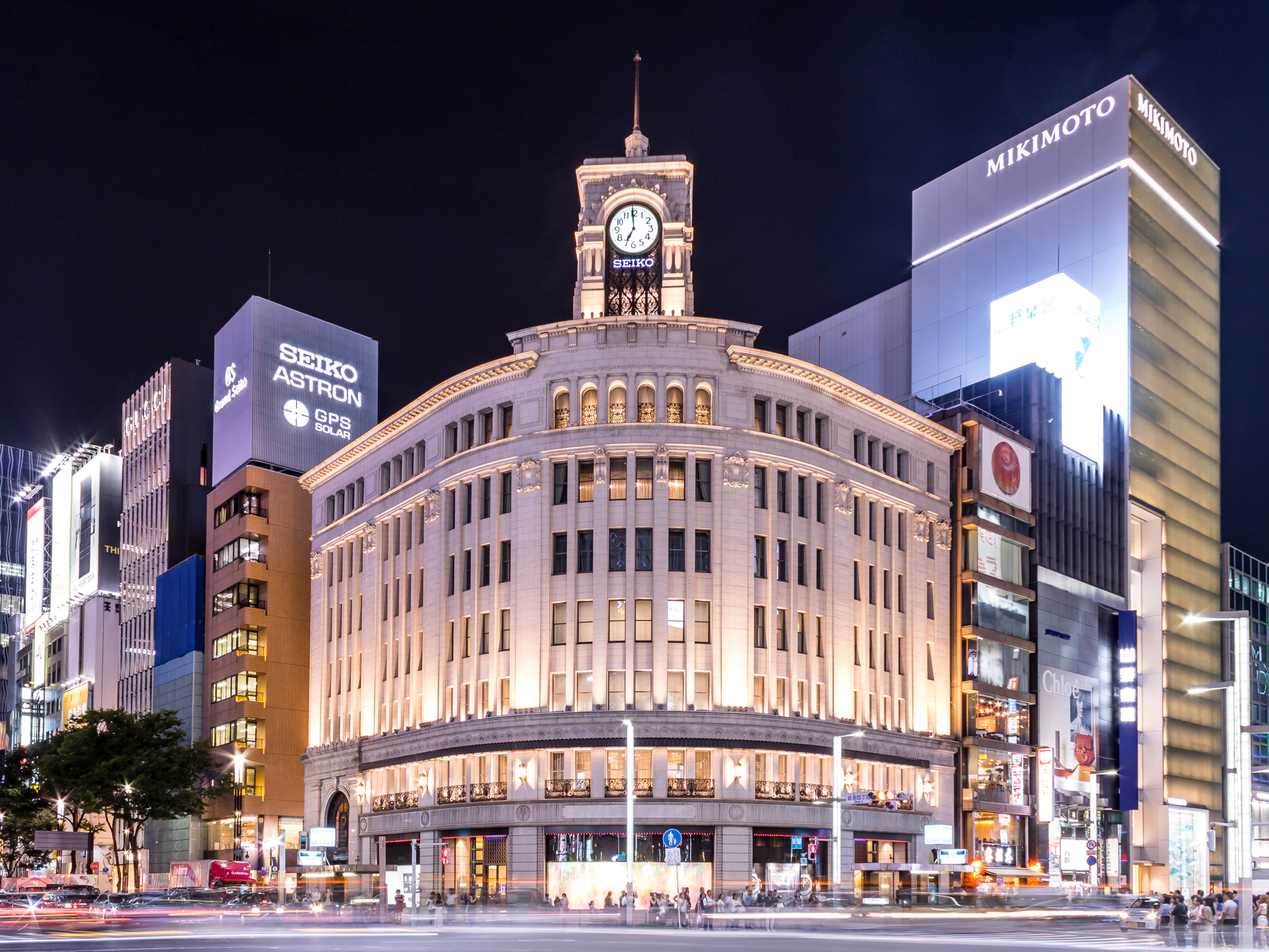
夜景（2018年撮影）
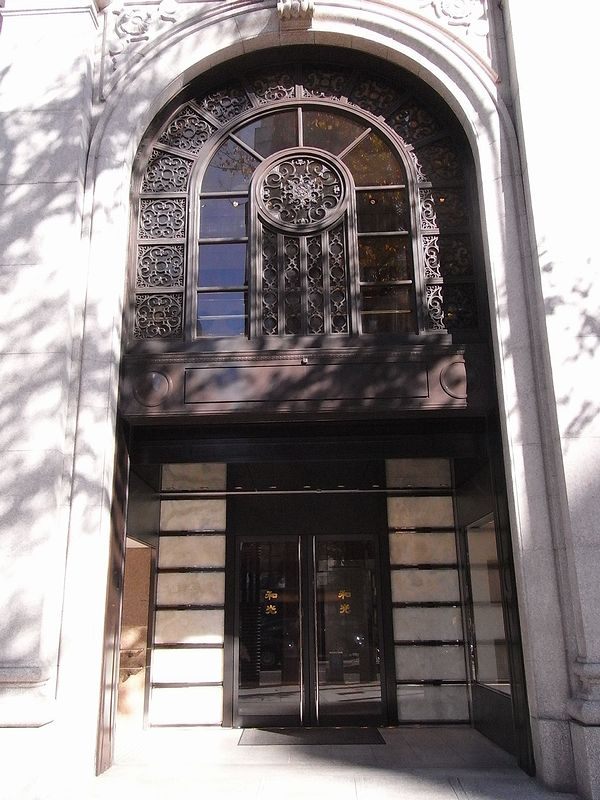
入口外観（2008年11月30日撮影）
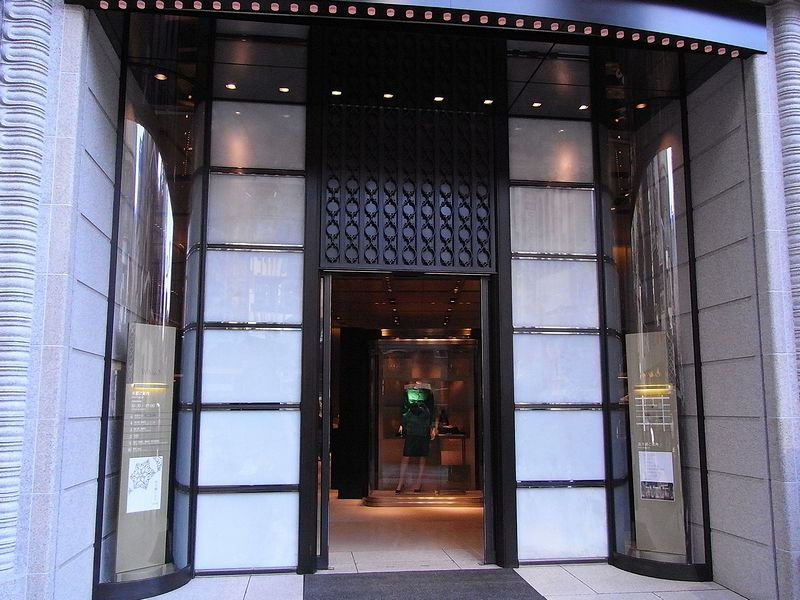
入口（2008年11月30日撮影）
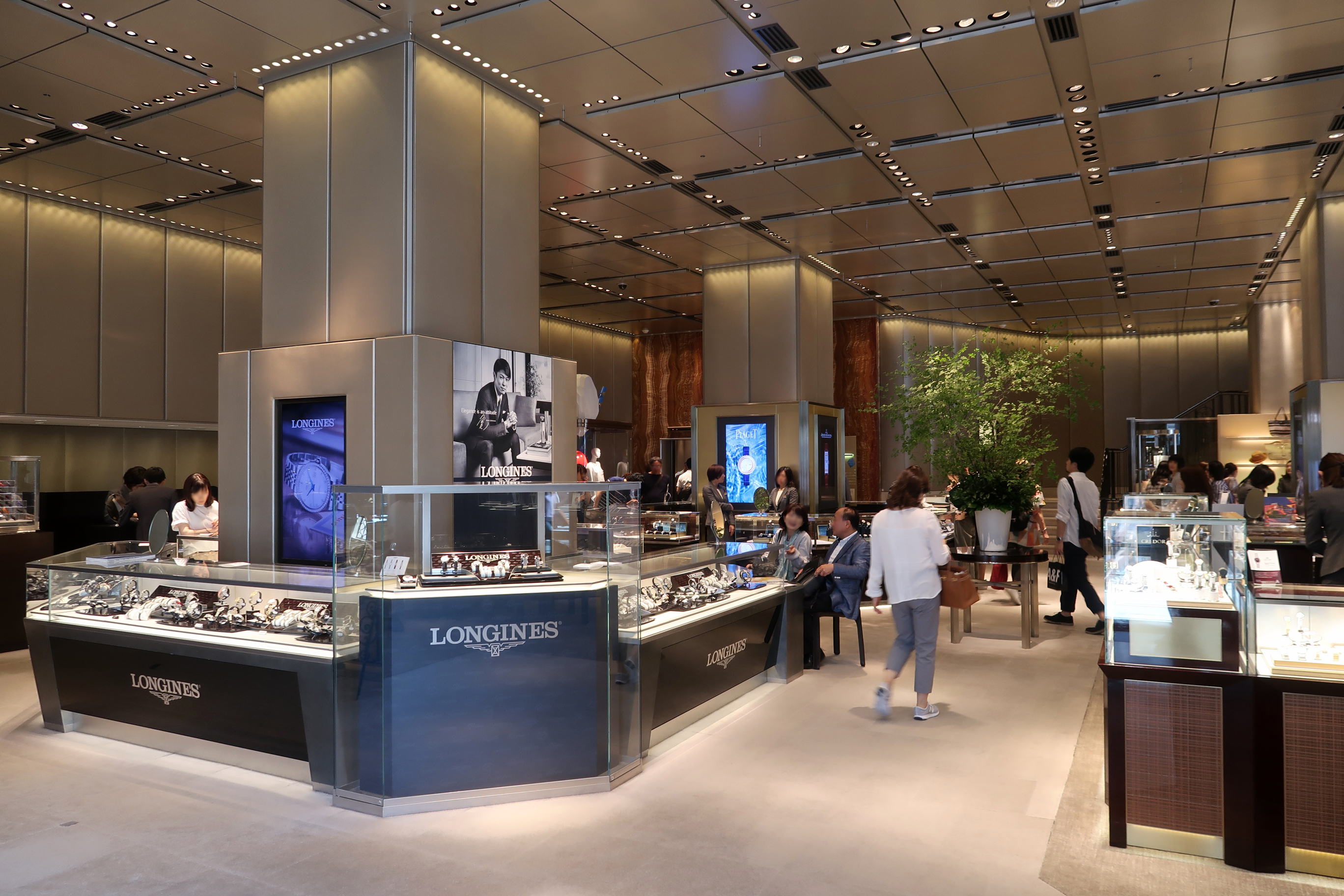
1階（2018年6月3日撮影）
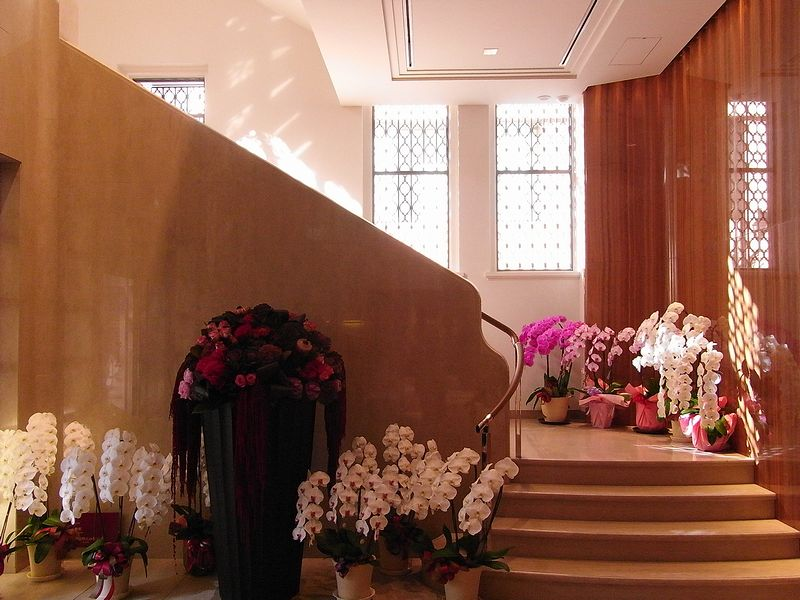
エントランスホール（2008年11月30日撮影）
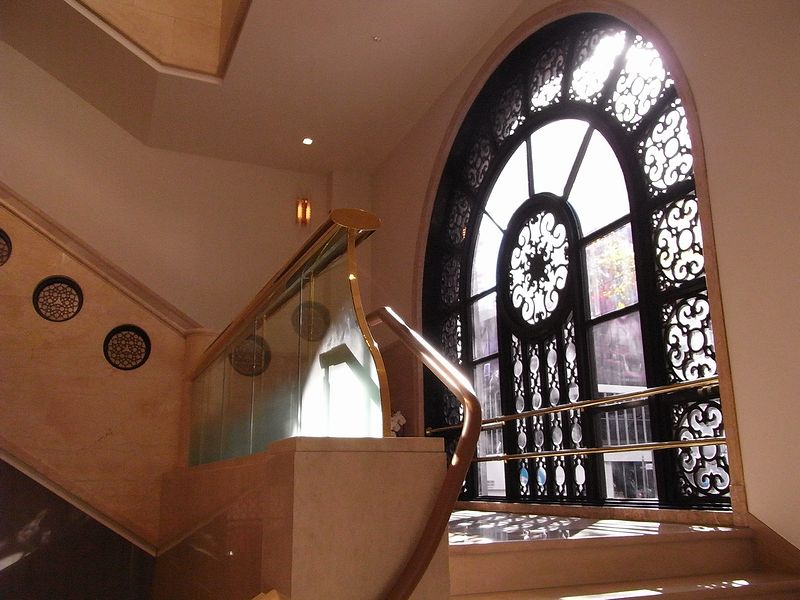
階段室（2008年11月30日撮影）